# البرت یاگو
البرت یاگو (انگلیسی: Albert Yagüe؛ زادهٔ ۲۷ مارس ۱۹۸۵) بازیکن فوتبال اهل اسپانیا است.
از باشگاه‌هایی که در آن بازی کرده‌است می‌توان به باشگاه فوتبال دینامو تفلیس، باشگاه فوتبال ایبار، و باشگاه فوتبال اسپانیول اشاره کرد.